# Rivalités dans le football en Lorraine
Le football en Lorraine a débuté au début du XXe siècle et a été marqué par plusieurs rivalités.
Cette page traite des rivalités existantes dans le football en Lorraine. De nos jours, il n'y a que deux clubs professionnels en Lorraine : le FC Metz et l'AS Nancy-Lorraine. Cependant, le football amateur y est également développé, notamment à travers le SAS Épinal, l'US Thionville Lusitanos ou le CSO Amnéville par exemple. Au cours de l'histoire, différents clubs en Lorraine ont eu l'occasion de jouer dans un championnat professionnel comme le FC Metz, l'AS Nancy-Lorraine, le SAS Épinal, l'US Thionville Lusitanos, le SR Saint-Dié, l'US Forbach, le SO Merlebach, le FC Nancy, le CS Blénod, l'USB Longwy ou encore le CS Vittel.
La plus grande rivalité du football lorrain reste sans aucun doute possible le derby entre le FC Metz et l'AS Nancy-Lorraine, les deux plus grands clubs de l'histoire de la région. Cette rivalité est vue par beaucoup, à juste titre, comme l'un des derbys les plus chauds de France.
Le club le plus titré de la région Lorraine est le FC Metz, ce dernier possède aussi le plus grand nombre de saisons en première division, en Coupe d'Europe et dans les différentes coupes de football française.

## Histoire du football en Lorraine

### Débuts (1901-1932)
Le FC Nancy est fondé en 1901, ses résultats sont d'abord plutôt modestes. Le Thionville FC est fondé en 1905 sous le nom de Fußball-Club Diedenhofen. En effet, à cette époque, la Moselle était détachée du reste de la Lorraine en raison de l'annexion allemande. Le Bar-Le-Duc AC est fondé pour sa part en 1907,et l'US Forbach en 1909. Le Stade Saint Michel, ancêtre du SAS Épinal, est fondé en 1918. Quant au FC Metz, il est fondé sous le nom de CA Messin en 1919, en même temps que le CS Amnéville. En 1921 vient le tour de l'US Raon, club qui évoluera longtemps dans les divisions régionales.[réf. nécessaire]
La Ligue de Lorraine de football est créée en 1920. Ils sont 75 en 1921, 168 en 1926. 1 181 joueurs sont licenciés.
Durant les premières années de la Ligue, la suprématie sur la ville de Metz se joue entre CA Messin et l'AS Messine. En effet, entre 1925 et 1932, sur sept titres mis en jeu, quatre sont remportés par le CA Messin, et deux par l'AS Messine.

### Professionnalisation (1932-1945)
À l'heure du professionnalisme, il y a en Lorraine 243 clubs de football.
Le professionnalisme est incarné par le CA Messin qui joue en D1 en 1932-1933. En 1935-1936, il est rejoint par le FC Nancy. L'USB Longwy adopte également le statut professionnel de 1936 à 1939 et participe notamment à la Division 3 Professionnelle en 1936-1937.
Durant la Seconde Guerre mondiale, la Moselle est annexé par les Allemands, ainsi, le FC Metz devient le FV Metz (Fussball Verein Metz), La Sportive Thionvilloise devient le TSG Diedenhofen (Turn-und Sportgemeinschaft Diedenhofen) et le CSO Amnéville devient le Borussia Stahlheim. Seul le FV Metz évolue en première division (la Gauliga Westmark) aux côtés du 1.FC Kaiserslautern ou encore du 1.FC Saarbrücken.
À la fin de la Seconde Guerre mondiale, le FC Metz réintègre la Division 1 à la demande de la FFF en lui accordant même quelques privilèges : en plus d’être admis d’office en Division 1, tout joueur sous contrat en 1940 avec le FC Metz est rapatrié d’office chez les Grenats et, surtout, Metz sera maintenu quel que soit son classement pour les trois saisons à venir. Bien utile pour un club qui se traîne logiquement en fond de classement, mais qui sera prétexte à un geste de grande classe, celui d’offrir au Havre AC son privilège de non-relégation par solidarité.

### L'âge d'or du football lorrain (1945-2000)
La période 1958-1967 est marquée d'une part par la domination du football lorrain par le FC Nancy, et d'autre part par la cohabitation en Division 2 du FC Metz, relégué à l'issue de la saison 1957-1958, et de l'US Forbach, promus en Division 2 à l'issue de la saison 1956-1957 et titulaire d'un statut professionnel de 1957 à 1966. Dans le même temps, l'AS Nancy-Lorraine est créée en 1967, sur les cendres du défunt FC Nancy.
La création de l'AS Nancy-Lorraine conduit à l'établissement d'une importante rivalité régionale avec le FC Metz. Ce dernier s'installe durablement en Division 1 après avoir été promu en 1967.
Promue en D1 dès 1970, l'ASNL connaît un premier âge d'or entre la fin des années 1970 et la première moitié des années 1980, remportant notamment la Coupe de France en 1978, avec dans ses rangs Michel Platini. Ce titre permet au club de prendre part à sa première campagne européenne, la Coupe des Coupes 1978-1979.
Les années 1970 voient la montée en puissance du SAS Épinal, qui prendra part à la Division 2 de 1974 à 1979, et l'apogée des SRD Saint-Dié, qui joueront sept saisons en D2, de 1975 à 1982. De 1979 à 1981, le Thionville FC adopte le statut professionnel lors de son passage en Division 2.
Le FC Metz connaît sa période la plus faste dans les années 1980 en remportant la Coupe de France en 1984 et 1988, et en se qualifiant à plusieurs reprises en Coupe d'Europe par le biais du championnat. En 1996, le FC Metz remporte la Coupe de la Ligue, puis en 1998, finit premier ex-æquo de D1, ne perdant le championnat qu'à la différence de buts face au RC Lens. Ce résultat constitue encore aujourd'hui le meilleur classement réalisé par un club lorrain. Les années 1990 voient également l'ASNL faire l'ascenseur entre la D2 et la D1.

### Ère moderne (depuis 2000)
Dans les années 2000, le FC Metz subit le contrecoup de ses succès de la décennie précédente, et descend en Ligue 2 en 2002, après 35 années consécutives dans l'élite. L'AS Nancy-Lorraine échappe de peu à une relégation en National, puis sous l'impulsion de son coach uruguayen Pablo Correa, va remonter en Ligue 1 en 2005 en terminant champion de Ligue 2 et connaître un nouvel âge d'or. Vainqueurs de la Coupe de la Ligue 2006, les Nancéiens connaissent la meilleure saison de leur histoire en 2007-2008, terminant 4ème, et ratant de peu une qualification historique en Ligue des Champions. Ces résultats permettent à Nancy de retrouver l'Europe en participant à deux reprises à la Coupe de l'UEFA.
Le SAS Épinal, qui a évolué cinq saisons en Division 2 dans les années 1990, est relégué en National en 1997, puis est relégué administrativement en Division d'Honneur par la DNCG. En 2011, il réalise une belle saison en CFA en compagnie de l'US Raon, son rival régional à ce niveau, ce qui l'amène à finir deuxième de son groupe de CFA. On notera aussi la présence dans ce championnat de quatrième division du CSO Amnéville, qui entretient aussi une rivalité avec le SAS Épinal. À la suite d'une rétrogradation d'un club de National, le SAS Épinal intégrera pour la saison 2011-2012 le championnat de National. C'est d'ailleurs une très bonne saison du SAS Épinal à ce niveau, qui se mêlera à la lutte pour la montée en Ligue 2 jusqu’à la dernière journée, mais finira malheureusement à la 5e place. Le SAS Épinal évolue aujourd'hui en National 2, la quatrième division.
Le début des années 2010 est compliqué pour les deux clubs phares du football lorrain. Végétant en Ligue 2 depuis plusieurs saisons, le FC Metz descend en National pour la première fois de son histoire en 2012. L'AS Nancy-Lorraine est quant à elle reléguée en Ligue 2 l'année suivante. Depuis, les Nancéiens n'ont joué qu'une seule saison en Ligue 1, en 2016-2017, tandis que le FC Metz, remonté de National dès 2013 en terminant second du championnat, a fait plusieurs fois l'ascenseur entre la Ligue 2 et la Ligue 1. En 2022, l'AS Nancy-Lorraine est reléguée en National pour la première fois de son histoire.
Après une saison de National 2022/2023 compliquée qui voit 6 clubs descendre à l’échelon inférieur, l'AS Nancy Lorraine est relégué sportivement dans le championnat de National 2, terminant premier relégable. Le 27 juin 2023 après son passage devant la DNCG, le club est relégué administrativement en National 3, ce qui met fin définitivement à son statut de club professionnel. Cependant, l'ASNL sera repêché en National après la relégation administrative du CS Sedan-Ardennes en Régional 3. Le FC Metz lors de cette même saison 2022-2023 évolue en Ligue 2, et après un début de championnat compliqué, classé 12e après 13 journées, réussit à enchainer les victoires et ne perd aucun match jusqu'à la fin de saison. Ce qui permet au club de passer devant les Girondins de Bordeaux à deux journées de la fin et ainsi prendre la seconde place, synonyme de montée en Ligue 1. Le SAS Epinal monte en National après leur première place en National 2 2022/2023 et devient le deuxième club Lorrain classé le plus haut au niveau National avec l'AS Nancy-Lorraine après le FC Metz.
Lors de la saison 2023-2024, le FC Metz termine 16e de Ligue 1 et descend une nouvelle fois en Ligue 2 après des barrages face à l'AS Saint-Étienne (4-3 score cumulé). L'AS Nancy-Lorraine termine 6e de National 1 et reste dans ce championnat tandis que le SAS Épinal termine 17e et descend en National 2. Auteur d'une saison où le club termine champion, l'US Thionville Lusitanos monte en National 2 à l'issue de la saison pour la première fois depuis 30 ans. Le Sarreguemines FC remonte quant à lui en National 3 à l'issue de la saison après sa victoire en barrages face au Cormontreuil FC.
En 2024-2025, l'AS Nancy-Lorraine de Pablo Correa réalise une belle saison et obtient son premier titre de champion de National 1 et accède donc à la Ligue 2. 3e de Ligue 2, le FC Metz remporte le match de barrage contre l'USL Dunkerque, puis obtient sa promotion en Ligue 1 lors des barrages d'accession à la Ligue 1 contre le Stade de Reims. En National 3, l'US Raon est reléguée en Régional 1 après 32 saisons passées dans les championnats nationaux.

## Rivalités dans le même département

### Rivalité entre le SAS Épinal et le SR Saint-Dié
La rencontre entre le SAS Épinal et le SR Saint-Dié est le derby le plus important à l'époque dans la région des Vosges dû au prestige des deux clubs vosgiens qui sont les seuls à avoir disputé des saisons en professionnel. Les matchs étaient régulièrement sous haute tension que ce soit sur le terrain ou dans les tribunes. Le bilan général est en la faveur du SAS Épinal avec onze victoires, cinq matchs nuls pour cinq victoires du SR Saint-Dié.
| Saison    | Championnat     | Rencontre        | Rés. | Date              | Buteur(s) pour Épinal                     | Buteur(s) pour Saint-Dié | Spectateurs |
| --------- | --------------- | ---------------- | ---- | ----------------- | ----------------------------------------- | ------------------------ | ----------- |
| 1971-1972 | Division 3      | Épinal-Saint-Dié | 2-1  | 5 décembre 1971   | ?                                         | ?                        | ?           |
| 1971-1972 | Division 3      | Saint-Dié-Épinal | 3-2  | 23 avril 1972     | ?                                         | ?                        | ?           |
| 1972-1973 | Division 3      | Saint-Dié-Épinal | 2-2  | 8 octobre 1972    | ?                                         | ?                        | ?           |
| 1972-1973 | Division 3      | Épinal-Saint-Dié | 1-0  | 25 février 1973   | ?                                         | -                        | ?           |
| 1973-1974 | Division 3      | Épinal-Saint-Dié | 1-1  | 11 novembre 1973  | ?                                         | ?                        | ?           |
| 1973-1974 | Division 3      | Saint-Dié-Épinal | 1-3  | 21 avril 1974     | ?                                         | ?                        | ?           |
| 1975-1976 | Division 2      | Saint-Dié-Épinal | 0-0  | 7 décembre 1975   | -                                         | -                        | 6 935       |
| 1975-1976 | Division 2      | Épinal-Saint-Dié | 0-1  | 15 mai 1976       | -                                         | Mille (13e)              | 7 485       |
| 1976-1977 | Division 2      | Saint-Dié-Épinal | 1-0  | 9 octobre 1976    | -                                         | Mayet (89e)              | 5 200       |
| 1976-1977 | Division 2      | Épinal-Saint-Dié | 2-0  | 5 mars 1977       | Lombardo (1re), Hlevnjak (44e)            | -                        | 5 654       |
| 1977-1978 | Division 2      | Saint-Dié-Épinal | 0-1  | 1er octobre 1977  | Santos Brown (46e)                        | -                        | 4 400       |
| 1977-1978 | Division 2      | Épinal-Saint-Dié | 3-1  | 4 mars 1978       | Behague (69e), Moity (70e), Serpoix (79e) | Favard (66e)             | 4 924       |
| 1978-1979 | Division 2      | Épinal-Saint-Dié | 1-1  | 30 septembre 1978 | Wassmer (88e)                             | Ibanez (11e)             | 4 500       |
| 1978-1979 | Coupe de France | Saint-Dié-Épinal | 3-0  | 11 février 1979   | -                                         | ?                        | ?           |
| 1978-1979 | Division 2      | Saint-Dié-Épinal | 1-0  | 25 février 1979   | -                                         | Pietrowski (34e)         | 3 457       |
| 1987-1988 | Division 3      | Épinal-Saint-Dié | 1-0  | 29 août 1987      | ?                                         | -                        | ?           |
| 1987-1988 | Division 3      | Saint-Dié-Épinal | 0-0  | 6 février 1988    | -                                         | -                        | ?           |
| 1989-1990 | Division 3      | Saint-Dié-Épinal | 2-3  | 27 août 1989      | ?                                         | ?                        | ?           |
| 1989-1990 | Division 3      | Épinal-Saint-Dié | 3-0  | 20 janvier 1990   | ?                                         | -                        | ?           |
| 2008-2009 | CFA 2           | Saint-Dié-Épinal | 0-2  | 8 novembre 2008   | ?                                         | -                        | ?           |
| 2008-2009 | CFA 2           | Épinal-Saint-Dié | 2-0  | 28 mars 2009      | ?                                         | -                        | ?           |

### Rivalité entre le SAS Épinal et l'US Raon
Le derby entre le SAS Épinal et l'US Raon est le plus important de la région des Vosges à la fin des années 90 et lors du début des années 2000 à la suite du déclin du SR Saint-Dié. Les deux clubs se sont régulièrement rencontrés en Coupe de France et dans le championnat de CFA (National 2 aujourd'hui). Le bilan des rencontres est à l'avantage du SAS Épinal avec douze victoires, six matchs nul et cinq victoires pour l'US Raon. Le dernier derby en date s'est terminé sur un match nul de un but partout au Stade de la Colombière d'Épinal lors du championnat de National 2.
| Saison    | Championnat       | Rencontre   | Rés.          | Date              | Buteur(s) pour Épinal                      | Buteur(s) pour Raon         | Spectateurs |
| --------- | ----------------- | ----------- | ------------- | ----------------- | ------------------------------------------ | --------------------------- | ----------- |
| 1946-1947 | Coupe de Lorraine | Épinal-Raon | 3-1           | 27 avril 1947     | ?                                          | ?                           | ?           |
| 1947-1948 | Coupe des Vosges  | Épinal-Raon | 7-2           | 15 juin 1947      | ?                                          | ?                           | ?           |
| 1955-1956 | Coupe de Lorraine | Raon-Épinal | 2-4           | 1er novembre 1955 | ?                                          | ?                           | ?           |
| 1986-1987 | Coupe de France   | Épinal-Raon | 5-0           | 15 novembre 1986  | Bénier 40e, Weiss 49e, 76e, 90e, Chéré 65e | -                           | 454         |
| 1991-1992 | Coupe de France   | Raon-Épinal | 0-2           | 22 décembre 1991  | Christen 21e, Weiss 81e                    | -                           | 1 157       |
| 1997-1998 | Coupe de France   | Raon-Épinal | 1-1 (0-3 TAB) | 9 novembre 1997   | Hoy 102e                                   | Marinkov 108e               | 1 220       |
| 1997-1998 | National          | Épinal-Raon | 0-0           | 18 novembre 1997  | -                                          | -                           | ?           |
| 1997-1998 | National          | Raon-Épinal | 3-0           | 8 mai 1998        | -                                          | -                           | ?           |
| 1998-1999 | Coupe de France   | Épinal-Raon | 0-2           | 7 novembre 1998   | -                                          | Violant 34e, Voinson 85e    | 600         |
| 2007-2008 | CFA               | Épinal-Raon | 2-0           | 25 août 2007      | Jahier 45e, Asbabou 88e                    | -                           | ?           |
| 2007-2008 | CFA               | Raon-Épinal | 2-3           | 9 février 2008    | Jahier 10e, 61e, Boissenin 34e             | Marcilly 16e, Bantsimba 45e | ?           |
| 2009-2010 | Coupe de France   | Raon-Épinal | 2-1           | 18 octobre 2009   | Adnane 50e                                 | Hacquard 13e, 52e           | 900         |
| 2009-2010 | CFA               | Épinal-Raon | 0-0           | 14 novembre 2009  | -                                          | -                           | ?           |
| 2009-2010 | CFA               | Raon-Épinal | 1-1           | 17 avril 2010     | Girardin 93e                               | Dufrennes 3e                | ?           |
| 2010-2011 | CFA               | Épinal-Raon | 2-0           | 28 août 2010      | Asbabou 61e, Ndoye 70e                     | -                           | ?           |
| 2010-2011 | CFA               | Raon-Épinal | 1-1           | 19 février 2011   | Chéré 57e                                  | Keita 46e                   | ?           |
| 2011-2012 | Coupe de France   | Raon-Épinal | 1-1 (4-3 TAB) | 16 octobre 2011   | Chouleur 35e                               | Gérard 45e                  | ?           |
| 2013-2014 | CFA               | Raon-Épinal | 0-3           | 2 février 2014    | Chouleur 22e, 56e, Asbabou 87e             | -                           | ?           |
| 2013-2014 | CFA               | Épinal-Raon | 1-1           | 5 avril 2014      | Chouleur 71e                               | Michelot 72e (csc)          | 800         |
| 2015-2016 | Coupe de France   | Raon-Épinal | 2-0           | 10 octobre 2015   | -                                          | Bassilekin 98e, Dufour 111e | 558         |
| 2016-2017 | Coupe de France   | Épinal-Raon | 2-1           | 22 octobre 2016   | Lemb 1re, Mike Cestor 60e                  | Povoa 68e                   | ?           |
| 2017-2018 | National 2        | Raon-Épinal | 2-4           | 2 septembre 2017  | Azankpo 13e, 45e, 52e, 64e                 | Bassilekin 56e, 89e         | ?           |
| 2017-2018 | National 2        | Épinal-Raon | 1-1           | 3 février 2018    | Colin 54e                                  | Özcan 88e                   | ?           |

### Rivalité entre le FC Metz et l'US Forbach
Sans qu'une grande rivalité n'aie pu s'établir entre l'US Forbach et le FC Metz, les deux clubs ont évolué huit saisons en Division 2 entre 1959 et 1967. Le club messin attire quand il est en déplacement à Forbach. Par exemple, en 1959, alors que la moyenne de spectateurs de l'US Forbach est de 2 492 personnes en moyenne, le match Forbach-Metz attire 6 354 spectateurs, soit presque trois fois plus. À Metz, par opposition, si on prend l'exemple de la saison 1964-1965, alors que la moyenne de spectateurs est de 3 399, le match Metz-Forbach de la quatorzième journée n'attire que 3 549 personnes, ce qui ne constitue pas une affluence extraordinaire digne d'un véritable derby. On peut donc déduire que nonobstant la distance faible entre les deux villes et les proximités culturelles, il n'y a jamais eu de rivalité entre Forbach et Metz sur le plan footballistique.
Sur les vingt-et-un derbys mosellans disputés entre le FC Metz et l'US Forbach, l'avantage est en la faveur des messins avec huit victoires contre cinq pour les forbachois pour huit matchs nuls.
| Saison    | Championnat         | Rencontre    | Rés. | Date              | Buteur(s) pour Forbach                                  | Buteur(s) pour Metz                                            | Spectateurs |
| --------- | ------------------- | ------------ | ---- | ----------------- | ------------------------------------------------------- | -------------------------------------------------------------- | ----------- |
| 1958-1959 | Division 2          | Forbach-Metz | 1-2  | 28 septembre 1958 | Wattecamp (49e)                                         | Acosta (37e), Acosta (85e)                                     | 6053        |
| 1958-1959 | Division 2          | Metz-Forbach | 0-2  | 15 février 1959   | Wattecamp (38e), Moy (62e)                              | -                                                              | 6354        |
| 1959-1960 | Division 2          | Metz-Forbach | 1-0  | 27 septembre 1959 | -                                                       | Zenier (14e)                                                   | 5874        |
| 1959-1960 | Division 2          | Forbach-Metz | 1-1  | 13 décembre 1959  | Rivarel (21e)                                           | Ben Driss (65e)                                                | 3959        |
| 1959-1960 | Coupe de France     | Forbach-Metz | 0-0  | 24 janvier 1960   | -                                                       | -                                                              | 4350        |
| 1959-1960 | Coupe de France     | Forbach-Metz | 4-1  | 28 janvier 1960   | Zvunka ( 2ee (csc),Hiegel (33e), (73e) Bettenfeld (40e) | Masucci (23e)                                                  | 989         |
| 1960-1961 | Division 2          | Metz-Forbach | 3-3  | 2 octobre 1960    | Carrier (7e), Zimmermann (50e), Loubière (64e)          | Massucci (25e), Vagneur (28e), Ehrhardt (78e)                  | 7429        |
| 1960-1961 | Coupe de France     | Forbach-Metz | 0-0  | 15 janvier 1961   | -                                                       | -                                                              | 2995        |
| 1960-1961 | Coupe de France     | Forbach-Metz | 2-0  | 19 janvier 1961   | Manzano (55e), Carrier (64e)                            | -                                                              | 1111        |
| 1960-1961 | Coupe Charles Drago | Metz-Forbach | 1-0  | 26 mars 1961      | -                                                       | Vagneur (25e)                                                  | 2761        |
| 1960-1961 | Division 2          | Forbach-Metz | 1-1  | 9 avril 1961      | Konrady (39e)                                           | Tillon (64e)                                                   | 5107        |
| 1962-1963 | Division 2          | Metz-Forbach | 1-1  | 20 octobre 1962   | Zimmermann (77e)                                        | Zvunka (37e)                                                   | 6086        |
| 1962-1963 | Division 2          | Forbach-Metz | 1-1  | 24 mars 1963      | Urbaniack (31e)                                         | Bebnowski (60e)                                                | 1879        |
| 1962-1963 | Coupe Charles Drago | Forbach-Metz | 0-4  | 26 mars 1961      | -                                                       | Tirelli (44e), Løfqvist (79e), Bebnowski (82e), Vagneur (87e)  | 600         |
| 1963-1964 | Division 2          | Forbach-Metz | 2-1  | 3 novembre 1963   | Jean Koch (40e), Sinnes (80e)                           | Massucci (84e)                                                 | 3961        |
| 1963-1964 | Coupe Charles Drago | Forbach-Metz | 2-1  | 1er mars 1961     | Sinnes (61e), Atamaniuk (74e)                           | Roger Niesser (82e)                                            | 1626        |
| 1963-1964 | Division 2          | Metz-Forbach | 4-2  | 11 avril 1964     | Salladare (19e), Gricar (89e)                           | Bessonnart (25e), Vagneur (48e, 54e), Muller (62e)             | 5336        |
| 1964-1965 | Division 2          | Metz-Forbach | 3-0  | 29 novembre 1964  | -                                                       | Zvunka (47e), Ujlaki (52e, 74e)                                | 3549        |
| 1964-1965 | Division 2          | Forbach-Metz | 1-1  | 9 mai 1965        | Sinnes (10e)                                            | Vagneur (89e)                                                  | 1163        |
| 1965-1966 | Division 2          | Metz-Forbach | 6-2  | 2 octobre 1965    | Atamaniuk (9e, 15e)                                     | Niesser (1re, 29e, 80e), Vagneur (34e), Hess (65e), Helf (66e) | 4723        |
| 1965-1966 | Division 2          | Forbach-Metz | 0-1  | 20 mars 1966      | -                                                       | Hausknecht (5e)                                                | 5071        |

### Rivalité entre l'US Forbach et le Sarreguemines FC
Le principal derby de Moselle-Est est entre l'US Forbach et le Sarreguemines FC. Cette rivalité est due au parcours assez similaire des deux clubs depuis les années 80 (se rencontrant régulièrement en Division 4) jusqu'à aujourd'hui en Régional 1. La mentalité entre les habitants des villes de Forbach et de Sarreguemines sont bien différente, les Forbachois étant profondément attachés à la culture de la région Moselle-Est tandis que les Sarregueminois ont pour certains une attache particulière avec l'Alsace, la région voisine (et rival historiquement) de la Lorraine.
Distancée de seulement 20 km, cette rivalité a pour nom le "derby de Moselle-Est" par les médias et les clubs concernés. Les rencontres entre les deux clubs sont très régulièrement chaudes.
Le bilan est légèrement à l'avantage du Sarreguemines FC avec 14 victoires face à 12 pour l'US Forbach (et de 7 matchs nuls).
| Saison    | Championnat        | Rencontre             | Rés.          | Date              | Buteur(s) pour Forbach                                             | Buteur(s) pour Sarreguemines                            | Spectateurs |
| --------- | ------------------ | --------------------- | ------------- | ----------------- | ------------------------------------------------------------------ | ------------------------------------------------------- | ----------- |
| 1982-1983 | Division 4         | Forbach-Sarreguemines | 2-0           | 11 septembre 1982 |                                                                    | -                                                       |             |
| 1982-1983 | Division 4         | Sarreguemines-Forbach | 1-1           | 23 janvier 1983   |                                                                    |                                                         |             |
| 1983-1984 | Division 4         | Forbach-Sarreguemines | 3-2           | 9 octobre 1983    |                                                                    |                                                         |             |
| 1983-1984 | Division 4         | Sarreguemines-Forbach | 2-0           | 4 mars 1984       | -                                                                  |                                                         |             |
| 1984-1985 | Division 4         | Sarreguemines-Forbach | 0-0           | 16 septembre 1984 | -                                                                  | -                                                       |             |
| 1984-1985 | Division 4         | Forbach-Sarreguemines | 0-0           | 10 mars 1985      | -                                                                  | -                                                       |             |
| 1988-1989 | Division 3         | Sarreguemines-Forbach | 2-2           | 16 octobre 1988   |                                                                    |                                                         |             |
| 1988-1989 | Division 3         | Forbach-Sarreguemines | 0-3           | 9 avril 1989      | -                                                                  |                                                         |             |
| 1991-1992 | Division 4         | Forbach-Sarreguemines | 1-1           | 8 décembre 1991   |                                                                    |                                                         |             |
| 1991-1992 | Division 4         | Sarreguemines-Forbach | 3-1           | 26 avril 1992     |                                                                    |                                                         |             |
| 1992-1993 | Division 4         | Forbach-Sarreguemines | 3-0           | 5 septembre 1992  |                                                                    | -                                                       |             |
| 1992-1993 | Division 4         | Sarreguemines-Forbach | 0-2           | 16 janvier 1993   |                                                                    | -                                                       |             |
| 2007-2008 | Division d'Honneur | Forbach-Sarreguemines | 1-2           | 19 septembre 2007 |                                                                    |                                                         |             |
| 2007-2008 | Division d'Honneur | Sarreguemines-Forbach | 0-1           | 17 février 2008   |                                                                    | -                                                       |             |
| 2008-2009 | Division d'Honneur | Forbach-Sarreguemines | 1-3           | 15 novembre 2008  |                                                                    |                                                         |             |
| 2008-2009 | Division d'Honneur | Sarreguemines-Forbach | 1-3           | 18 avril 2009     |                                                                    |                                                         |             |
| 2009-2010 | Division d'Honneur | Sarreguemines-Forbach | 3-0           | 16 septembre 2009 | -                                                                  |                                                         |             |
| 2009-2010 | Division d'Honneur | Forbach-Sarreguemines | 2-0           | 27 février 2010   |                                                                    | -                                                       |             |
| 2012-2013 | Coupe de France    | Forbach-Sarreguemines | 3-0           | 13 octobre 2012   |                                                                    | -                                                       |             |
| 2014-2015 | CFA 2              | Sarreguemines-Forbach | 3-4           | 10 janvier 2015   | Seydou Simpara 20e, Yassine Mohammed 58e, Joseph Di Maria 85e, 94e | Metin Karayer 43e, Thierry Hassli 81e, Samir Louadj 87e |             |
| 2014-2015 | CFA 2              | Forbach-Sarreguemines | 3-4           | 16 mai 2015       |                                                                    |                                                         |             |
| 2015-2016 | CFA 2              | Forbach-Sarreguemines | 0-2           | 17 octobre 2015   | -                                                                  |                                                         |             |
| 2015-2016 | CFA 2              | Sarreguemines-Forbach | 4-0           | 19 mars 2016      | -                                                                  |                                                         |             |
| 2016-2017 | CFA 2              | Sarreguemines-Forbach | 3-2           | 27 août 2016      | Joseph Di Maria 29e, 40e                                           | Yaya Ba 60e, El-Hassane M'Barki 70e, Thierry Hassli 84e |             |
| 2016-2017 | CFA 2              | Forbach-Sarreguemines | 0-0           | 15 février 2017   | -                                                                  | -                                                       |             |
| 2018-2019 | Coupe de France    | Forbach-Sarreguemines | 0-0 (3-4 TAB) | 13 octobre 2018   | -                                                                  | -                                                       |             |
| 2021-2022 | Régional 1         | Sarreguemines-Forbach | 0-1           | 9 octobre 2021    |                                                                    | -                                                       |             |
| 2021-2022 | Régional 1         | Forbach-Sarreguemines | 0-0           | 19 mars 2022      | -                                                                  | -                                                       |             |
| 2022-2023 | Régional 1         | Sarreguemines-Forbach | 1-2           | 12 novembre 2022  | Sahel Redjam 34e, Ruddy Mpassi 71e                                 | Stephenson Cessy 82e                                    |             |
| 2022-2023 | Régional 1         | Forbach-Sarreguemines | 1-4           | 15 avril 2023     | Nils Cuccu 78e                                                     | Adama M'Baye 15e, Enes Sahin 45e, 75e, 90e              |             |
| 2023-2024 | Régional 1         | Forbach-Sarreguemines | 3-1           | 25 novembre 2023  | Fatlind Adjini 11e, Romain Sabater csc, Fahid Redjam 40e           | Enes Sahin 44e                                          |             |
| 2023-2024 | Coupe du Grand Est | Forbach-Sarreguemines | 1-1 (7-8 TAB) | 10 mars 2024      |                                                                    |                                                         |             |
| 2023-2024 | Régional 1         | Sarreguemines-Forbach | 3-0           | 11 mai 2024       | -                                                                  | Zakariya Boukalada 4e, 52e, Mohamed Boutargui 74e       |             |

### Rivalité entre l'US Thionville Lusitanos et le CSO Amnéville
Sans qu'une grande rivalité n'aie pu s'établir entre l'US Thionville Lusitanos et le CSO Amnéville, les deux clubs ont évolué durant quatre saisons ensemble. Le "derby mosellan" comme l'appellent les médias de la région est le derby entre les deux grands clubs de la région Moselle derrière le FC Metz. Une courte distance sépare les villes de Thionville et d'Amnéville (15 km). Les deux clubs se sont affrontés neuf fois au cours de l'histoire dont sept fois à partir des années 2000. Sur le plan footballistique, Amnéville a régulièrement été supérieur aux thionvillois dans les années 2000 et sur les rencontres entre les deux clubs. La rivalité entre les deux clubs reste amicale et sans animosité.
Le bilan est de quatre victoires pour le CSO Amnéville, trois matchs nuls et deux victoires pour l'US Thionville Lusitanos. 
| Saison    | Championnat        | Rencontre            | Rés. | Date              | Buteur(s) pour Thionville                              | Buteur(s) pour Amnéville | Référence |
| --------- | ------------------ | -------------------- | ---- | ----------------- | ------------------------------------------------------ | ------------------------ | --------- |
| 1983-1984 | Division 4         | Amnéville-Thionville | 0-0  | 9 octobre 1983    | -                                                      | -                        | 6053      |
| 1983-1984 | Division 4         | Thionville-Amnéville | 4-1  | 4 mars 1984       |                                                        |                          | 6354      |
| 2000-2001 | Division d'Honneur | Amnéville-Thionville | 2-2  | 19 novembre 2000  |                                                        |                          | 5874      |
| 2000-2001 | Division d'Honneur | Thionville-Amnéville | 1-2  | 29 avril 2001     |                                                        |                          | 3959      |
| 2011-2012 | Coupe de France    | Thionville-Amnéville | 1-2  | 1er octobre 2011  |                                                        |                          |           |
| 2016-2017 | Division d'Honneur | Thionville-Amnéville | 1-3  | 21 septembre 2016 |                                                        |                          | 7429      |
| 2016-2017 | Division d'Honneur | Amnéville-Thionville | 2-0  | 11 mars 2017      | -                                                      |                          | 5107      |
| 2022-2023 | Division d'Honneur | Amnéville-Thionville | 0-0  | 5 novembre 2022   | -                                                      | -                        | 6086      |
| 2022-2023 | Division d'Honneur | Thionville-Amnéville | 3-0  | 1er avril 2023    | Nicolas Caloiero (17e), (80e)Valentin Poinsignon (29e) | -                        | 1879      |

### Rivalité entre l'US Raon Football et l'ES Thaon
Le derby entre l'US Raon Football et l'ES Thaon est la principale rivalité dans les Vosges depuis des années maintenant à la suite du déclin (et disparition) du SR Saint-Dié et de la montée en puissance du SAS Épinal qui joue les premiers rôles dans le football vosgien. Les deux clubs vosgiens se sont affrontés quatorze fois au cours de l'histoire depuis 2015 et marque une véritable rivalité sportive dans le football vosgiens tant sur le terrain que sur le bassin de supporters. 
Le bilan est équilibré avec six victoires pour l'ES Thaon, quatre matchs nuls et cinq victoires pour l'US Raon.
| Saison    | Championnat | Rencontre  | Rés. | Date              | Buteur(s) pour Raon                             | Buteur(s) pour Thaon                                            | Spectateurs |
| --------- | ----------- | ---------- | ---- | ----------------- | ----------------------------------------------- | --------------------------------------------------------------- | ----------- |
| 2015-2016 | CFA 2       | Thaon-Raon | 3-2  | 16 décembre 2015  | Rother (58e), Bassilekin (71e)                  | Comara (16e), Fousse (39e), Caromel (51e)                       | ?           |
| 2015-2016 | CFA 2       | Raon-Thaon | 4-0  | 16 avril 2016     | Charoy (7e), (60e), (67e), Téti (45e)           | -                                                               | ?           |
| 2018-2019 | National 3  | Thaon-Raon | 3-1  | 29 août 2018      | Hassidou (33e)                                  | Comara (13e), Didierjean (72e), Lecoanet (77e)                  | ?           |
| 2018-2019 | National 3  | Raon-Thaon | 3-1  | 18 mai 2019       | Hassidou (49e), Josephau (54e), Merbah (59e)    | Comara (38e)                                                    | ?           |
| 2019-2020 | National 3  | Raon-Thaon | 1-0  | 11 septembre 2019 | Duminy (6e)                                     | -                                                               | ?           |
| 2019-2020 | National 3  | Thaon-Raon | 1-0  | 25 janvier 2020   | -                                               | Focki (34e)                                                     | 253         |
| 2020-2021 | National 3  | Raon-Thaon | 0-0  | 16 septembre 2020 | -                                               | -                                                               | 276         |
| 2021-2022 | National 3  | Thaon-Raon | 1-4  | 8 septembre 2021  | Duminy (6e), Hassidou (33e), (76e), Samba (56e) | Colin (15e)                                                     | 500         |
| 2021-2022 | National 3  | Raon-Thaon | 1-1  | 12 février 2022   | Duminy (48e)                                    | Uhlrich (28e)                                                   | ?           |
| 2022-2023 | National 3  | Thaon-Raon | 4-0  | 3 décembre 2022   | -                                               | Lecoanet (36e), Michelutti (45e), Condi (62e), Comara (77e)     | ?           |
| 2022-2023 | National 3  | Raon-Thaon | 2-3  | 6 mai 2023        | Adinany (18e), N'Guessan (45e)                  | Comara (27e), Abdallah (38e), Gazagnes (61e)                    | ?           |
| 2023-2024 | National 3  | Thaon-Raon | 0-0  | 11 novembre 2023  | -                                               | -                                                               | 247         |
| 2023-2024 | National 3  | Raon-Thaon | 1-0  | 23 mars 2024      | Abdallah (12e)                                  | -                                                               | 379         |
| 2024-2025 | National 3  | Thaon-Raon | 3-2  | 7 décembre 2024   | Simon Matubanzila (14e), Zachary Marques (90e)  | Wilfried Rother (29e), Alexandre Leroy (58e), Colin Villa (81e) |             |
| 2024-2025 | National 3  | Raon-Thaon | 2-2  | 12 avril 2025     | Kévin Duminy 18e, Gabin Delguel 90e             | Matt Condi 5e, Mohamed Anis Ouemeddour 35e                      |             |

## Rivalités dans des départements différents

### Rivalité entre FC Metz et AS Nancy-Lorraine

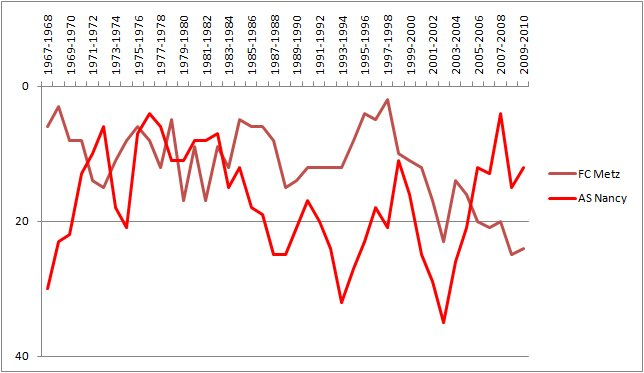
Bilan saison par saison du FC Metz et de l'AS Nancy Lorraine

Le "derby lorrain" est l'un des derbys en France les plus "chauds" entre le FC Metz et l'AS Nancy-Lorraine. La rivalité entre les deux villes est bien antérieure à l'ère du football.
Le dernier derby en date est en Ligue 2 lors de la 37ème journée de la saison 2018-2019. Sur la durée le bilan est favorable au FC Metz, avec 27 victoires, 17 nuls et 19 victoires pour l'AS Nancy-Lorraine.
| Saison    | Championnat       | Rencontre  | Rés. | Date              | Buteur(s) pour Nancy                                          | Buteur(s) pour Metz                                        | Spectateurs |
| --------- | ----------------- | ---------- | ---- | ----------------- | ------------------------------------------------------------- | ---------------------------------------------------------- | ----------- |
| 1967-1968 | Coupe de France   | Metz-Nancy | 2-1  | 10 mars 1968      | Eddy Dublin (62e)                                             | Gilbert Le Chenadec (15e), Johny Léonard (85e)             | 8 541       |
| 1970-1971 | Division 1        | Nancy-Metz | 1-1  | 3 octobre 1970    | Ehrhardt (9e)                                                 | Hausknecht (14e)                                           | 16 956      |
| 1970-1971 | Division 1        | Metz-Nancy | 1-1  | 3 avril 1971      | Wiberg (5e)                                                   | Sondergaard (57e)                                          | 15 484      |
| 1971-1972 | Division 1        | Metz-Nancy | 0-1  | 28 août 1971      | Mariot (47e)                                                  | -                                                          | 20 067      |
| 1971-1972 | Division 1        | Nancy-Metz | 1-1  | 30 janvier 1972   | Castronovo (18e)                                              | Combin (52e)                                               | 12 741      |
| 1972-1973 | Division 1        | Nancy-Metz | 0-2  | 4 octobre 1972    | -                                                             | Tota (32e), Pérignon (40e)                                 | 13 357      |
| 1972-1973 | Division 1        | Metz-Nancy | 1-0  | 23 mars 1973      | -                                                             | Castellan (65e)                                            | 14 405      |
| 1973-1974 | Division 1        | Metz-Nancy | 3-3  | 25 septembre 1973 | Herbet (41e), Di Caro (71e), Vicq (83e)                       | Braun (39e, 50e), Hausknecht (82e)                         | 11 293      |
| 1973-1974 | Division 1        | Nancy-Metz | 2-1  | 24 février 1974   | Herbet (2e), Castronovo (67e)                                 | Tota (57e)                                                 | 12 129      |
| 1975-1976 | Division 1        | Nancy-Metz | 0-0  | 4 octobre 1975    | -                                                             | -                                                          | 16 282      |
| 1975-1976 | Division 1        | Metz-Nancy | 4-1  | 16 mars 1976      | Platini (82e)                                                 | Curioni (28e, 61e), Hausknecht (53e), Braun (66e)          | 19 766      |
| 1976-1977 | Division 1        | Nancy-Metz | 4-1  | 2 octobre 1976    | Rubio (32e, 51e, 70e)                                         | Braun (18e)                                                | 22 136      |
| 1976-1977 | Division 1        | Metz-Nancy | 3-0  | 5 mars 1977       | -                                                             | Curioni (27e), Braun (59e, 64e)                            | 21 344      |
| 1977-1978 | Division 1        | Metz-Nancy | 3-0  | 23 septembre 1977 | -                                                             | Braun (30e, 60e), Raspollini (86e)                         | 20 839      |
| 1977-1978 | Division 1        | Nancy-Metz | 0-0  | 11 mai 1978       | -                                                             | -                                                          | 10 000      |
| 1978-1979 | Division 1        | Nancy-Metz | 1-1  | 25 août 1978      | Pintenat (4e)                                                 | Kaspeczak (85e)                                            | 20 534      |
| 1978-1979 | Division 1        | Metz-Nancy | 3-1  | 24 avril 1979     | Zénier (13e)                                                  | Kaspeczak (38e), Bracigliano (56e), Hinschberger (71e)     | 12 710      |
| 1979-1980 | Division 1        | Metz-Nancy | 2-1  | 10 août 1979      | Rouyer (41e)                                                  | Diallo (40e), Synaeghel (60e)                              | 16 818      |
| 1979-1980 | Division 1        | Nancy-Metz | 0-1  | 16 décembre 1979  | -                                                             | Zaremba (88e)                                              | 7 000       |
| 1980-1981 | Division 1        | Nancy-Metz | 2-0  | 5 août 1980       | Umpiérrez (40e), Rouyer (65e)                                 | -                                                          | 10 266      |
| 1980-1981 | Division 1        | Metz-Nancy | 2-0  | 6 décembre 1980   | -                                                             | Sonor (20e), Raspollini (89e)                              | 6 729       |
| 1981-1982 | Division 1        | Metz-Nancy | 1-2  | 12 septembre 1981 | Zénier (39e), Rubio (52e)                                     | Mahut (41e)                                                | 11 430      |
| 1981-1982 | Division 1        | Nancy-Metz | 2-2  | 20 février 1982   | Zénier (40e, 79e SP), Rubio (52e)                             | Morgante (23e, 75e)                                        | 8 543       |
| 1982-1983 | Coupe de la Ligue | Nancy-Metz | 2-0  | 8 juin 1982       | Jeannol (43e), Ferrière (76e)                                 | -                                                          | ?           |
| 1982-1983 | Division 1        | Metz-Nancy | 2-3  | 2 octobre 1982    | Neubert (29e), Meyer (61e, 88e)                               | Hinschberger (52e), Krimau (55e)                           | 15 082      |
| 1982-1983 | Division 1        | Nancy-Metz | 4-0  | 9 mars 1983       | Umpiérrez (44e), Rubio (46e, 75e), Meyer (77e)                | -                                                          | 7 560       |
| 1983-1984 | Division 1        | Nancy-Metz | 2-1  | 1er octobre 1983  | Jacques (41e), Germain (80e)                                  | Bracigliano (53e)                                          | 10 576      |
| 1983-1984 | Division 1        | Metz-Nancy | 1-2  | 10 mars 1984      | Meyer (29e), Jeannol (43e)                                    | Thys (22e)                                                 | 9 012       |
| 1984-1985 | Division 1        | Nancy-Metz | 2-1  | 7 septembre 1984  | Martin (18e, 62e)                                             | Hinschberger (48e)                                         | 11 548      |
| 1984-1985 | Division 1        | Metz-Nancy | 2-2  | 3 février 1985    | Picot (13e), Jacques (30e)                                    | Sonor (55e), Bocandé (63e)                                 | 17 000      |
| 1985-1986 | Division 1        | Metz-Nancy | 3-1  | 2 novembre 1985   | Philippe (68e)                                                | Markov (45e), Bocandé (61e), Six (71e)                     | 17 678      |
| 1985-1986 | Division 1        | Nancy-Metz | 0-2  | 2 novembre 1985   | -                                                             | Bocandé (68e), Hinschberger (88e)                          | 10 398      |
| 1986-1987 | Coupe de la Ligue | Metz-Nancy | 2-0  | 4 juillet 1986    | -                                                             | ?                                                          | ?           |
| 1986-1987 | Coupe de la Ligue | Nancy-Metz | 3-2  | 25 juillet 1986   | ?                                                             | ?                                                          | ?           |
| 1986-1987 | Division 1        | Nancy-Metz | 0-0  | 13 septembre 1986 | -                                                             | -                                                          | 13 846      |
| 1986-1987 | Division 1        | Metz-Nancy | 2-0  | 14 mars 1986      | -                                                             | Zénier (37e), Micciche (82e)                               | 11 791      |
| 1987-1988 | Coupe de France   | Nancy-Metz | 1-0  | 30 mars 1988      | Stephen (71e)                                                 | -                                                          | 11 923      |
| 1987-1988 | Coupe de France   | Metz-Nancy | 2-0  | 5 avril 1988      | -                                                             | Hinschberger (29e), Owubokiri (71e)                        | 16 824      |
| 1990-1991 | Division 1        | Metz-Nancy | 4-0  | 6 octobre 1990    | -                                                             | Haon (18e), Brnovic (33e), Asanovic (37e), Calderaro (51e) | 23 673      |
| 1990-1991 | Division 1        | Nancy-Metz | 0-1  | 15 mars 1991      | -                                                             | Gaillot (60e)                                              | 10 569      |
| 1991-1992 | Division 1        | Nancy-Metz | 1-3  | 10 août 1991      | Morgante (14e)                                                | Romano (15e), Gaillot (40e), Calderaro (77e)               | 18 000      |
| 1991-1992 | Division 1        | Metz-Nancy | 0-1  | 3 mars 1992       | Vairelles (65e)                                               | -                                                          | 11 491      |
| 1996-1997 | Division 1        | Metz-Nancy | 1-0  | 6 septembre 1996  | -                                                             | Traoré (61e)                                               | 23 486      |
| 1996-1997 | Division 1        | Nancy-Metz | 2-3  | 25 janvier 1997   | Rabesandratana (81e, 84e)                                     | Pires (31e), Blanchard (55e, 90e)                          | 14 658      |
| 1998-1999 | Division 1        | Metz-Nancy | 2-3  | 4 octobre 1998    | Koné (16e), Cascarino (60e), Koné (63e)                       | Boffin (45e), Meyrieu (90e)                                | 21 307      |
| 1998-1999 | Division 1        | Nancy-Metz | 1-0  | 9 avril 1999      | Wiart (42e)                                                   | -                                                          | 15 667      |
| 1999-2000 | Division 1        | Metz-Nancy | 2-2  | 13 octobre 1999   | Lefèvre (7e), Mouret (68e)                                    | Padovano (42e), Jestrovic (54e)                            | 24 402      |
| 1999-2000 | Division 1        | Nancy-Metz | 0-0  | 16 février 2000   | -                                                             | -                                                          | 13 219      |
| 2002-2003 | Ligue 2           | Nancy-Metz | 1-2  | 3 novembre 2002   | Hadji (36e)                                                   | Adebayor (38e), Proment (76e)                              | 12 969      |
| 2002-2003 | Coupe de France   | Nancy-Metz | 0-1  | 25 janvier 2003   | -                                                             | Borbiconi (10e)                                            | 9 409       |
| 2002-2003 | Ligue 2           | Metz-Nancy | 4-0  | 5 avril 2003      | -                                                             | Walter (39e), Frutos (57e), Niang (79e), Pouget (87e)      | 21 081      |
| 2005-2006 | Ligue 1           | Nancy-Metz | 1-1  | 17 septembre 2005 | Luiz (1re)                                                    | Renouard (73e)                                             | 20 052      |
| 2005-2006 | Ligue 1           | Metz-Nancy | 0-0  | 29 janvier 2006   | -                                                             | -                                                          | 18 324      |
| 2007-2008 | Ligue 1           | Metz-Nancy | 0-0  | 27 octobre 2007   | -                                                             | -                                                          | 19 585      |
| 2007-2008 | Ligue 1           | Nancy-Metz | 2-1  | 22 mars 2008      | Hadji (51e), Zerka (89e)                                      | Bessat (87e)                                               | 18 768      |
| 2013-2014 | Ligue 2           | Metz-Nancy | 3-0  | 24 septembre 2013 | -                                                             | Ngbakoto (6e), Sarr (84e), Nsor (86e)                      | 23 506      |
| 2013-2014 | Ligue 2           | Nancy-Metz | 0-1  | 1er mars 2014     | -                                                             | Sakho (45e)                                                | 19 028      |
| 2015-2016 | Ligue 2           | Metz-Nancy | 0-0  | 18 septembre 2015 | -                                                             | -                                                          | 24 071      |
| 2015-2016 | Ligue 2           | Nancy-Metz | 2-2  | 5 février 2016    | Dalé (21e), Lusamba (46e)                                     | Lenglet (csc, 38e), Métanire (91e)                         | 19 152      |
| 2016-2017 | Ligue 1           | Nancy-Metz | 4-0  | 30 novembre 2016  | Pedretti (38e), Cuffaut (79e), Dia (80e), Ait Bennasser (93e) | -                                                          | 19 085      |
| 2016-2017 | Ligue 1           | Metz-Nancy | 2-1  | 29 avril 2017     | Maouassa (41e)                                                | Sarr (28e),Nguette(53e)                                    | 20 009      |
| 2018-2019 | Ligue 2           | Metz-Nancy | 3-0  | 29 janvier 2019   | -                                                             | Niane (41e, 81e), Maïga (74e)                              | 18 752      |
| 2018-2019 | Ligue 2           | Nancy-Metz | 1-0  | 10 mai 2019       | Amine Bassi (34e)                                             | -                                                          | 16 094      |

### Rivalité entre l'AS Nancy-Lorraine et le SAS Épinal
Lors de la première rencontre entre les deux clubs en 1992 lors du championnat de Division 2, le mot "derby" fut rapidement employé par les journalistes et supporters pour désigner la rencontre entre l'AS Nancy-Lorraine et le SAS Épinal. Distancé seulement de 73km, la rencontre symbolise le derby entre la Meurthe-et-Moselle et les Vosges, deux départements de la région Lorraine. En tribune, il n'y a quasiment pas d'antécédents entre les supporters des deux clubs, les rencontres sont toujours calme.
Le bilan est largement en la faveur de l'AS Nancy-Lorraine avec cinq victoires et deux matchs nuls pour aucune victoire du SAS Épinal en sept rencontres depuis 1992.
| Saison    | Championnat     | Rencontre    | Rés. | Date             | Buteur(s) pour Nancy                                                         | Buteur(s) pour Épinal                | Spectateurs |
| --------- | --------------- | ------------ | ---- | ---------------- | ---------------------------------------------------------------------------- | ------------------------------------ | ----------- |
| 1992-1993 | Division 2      | Nancy-Épinal | 1-0  | 4 septembre 1992 | Rabesandratana (55e)                                                         | -                                    | 6901        |
| 1992-1993 | Division 2      | Épinal-Nancy | 1-2  | 23 janvier 1993  | Zavarov (18e), Hadji (27e)                                                   | Didaux (37e)                         | 2479        |
| 1995-1996 | Division 2      | Épinal-Nancy | 2-2  | 25 novembre 1995 | Correa (77e), (88e)                                                          | Cicchirillo (22e), Tissot (52e)      | 3712        |
| 1995-1996 | Division 2      | Nancy-Épinal | 3-0  | 17 mai 1996      | Capiaux (24e), Hadji (32e), Bonora (72e)                                     | -                                    | 12 007      |
| 2023-2024 | National 1      | Nancy-Épinal | 2-2  | 18 août 2023     | Tayot (4e), Delos (50e)                                                      | Lepaul (35e), Mazzei (68e)           | 10 926      |
| 2023-2024 | National 1      | Épinal-Nancy | 1-2  | 26 janvier 2024  | Tayot (82e), Touré (92e)                                                     | Colin (33e), Mazzei (68e)            | 1 447       |
| 2024-2025 | Coupe de France | Épinal-Nancy | 2-4  | 16 novembre 2024 | Teddy Bouriaud 19e, Jimmy Evans 51e, Adrian Dabasse 71e, Walid Bouabdeli 97e | Aeron Zinga 16e, Abdoulaye Niang 38e | 2 000       |

### Rivalité entre le FC Metz et le SAS Épinal
Tout comme avec l'AS Nancy-Lorraine, le SAS Épinal possède aussi son "derby lorrain" face au FC Metz. Sportivement, le club grenat a systématiquement été supérieur au club vosgien durant son histoire, mais les deux clubs se sont rencontrés une fois en championnat lors de la saison 2012-2013 en National. La proximité entre la ville d'Épinal et de Nancy fait que le déplacement des supporters messins reste toujours tendu lors des derbys. Le bilan est en la faveur du FC Metz avec trois victoires pour une défaite.
| Saison    | Championnat     | Rencontre   | Rés. | Date              | Buteur(s) pour Metz        | Buteur(s) pour Épinal | Spectateurs |
| --------- | --------------- | ----------- | ---- | ----------------- | -------------------------- | --------------------- | ----------- |
| 2012-2013 | National        | Metz-Épinal | 2-0  | 18 septembre 2012 | Proment (39e), Kehli (87e) | -                     | 9 213       |
| 2012-2013 | National        | Épinal-Metz | 1-0  | 3 mars 2013       | -                          | Paillot (53e)         | 2 000       |
| 2014-2015 | Coupe de France | Épinal-Metz | 1-2  | 4 janvier 2015    | Milan (15e), N'Daw (53e)   | Touati (11e)          | 3 512       |
| 2022-2023 | Coupe de France | Épinal-Metz | 0-1  | 4 janvier 2015    | Joseph (87e)               | -                     | 2 106       |

### Rivalité entre l'US Thionville Lusitanos et le SAS Épinal
Le match entre l'US Thionville Lusitanos (anciennement Thionville FC) et le SAS Épinal est désigné par le terme "derby lorrain". Distancé de 158 km, il s'agit de l'un des derbys les plus lointains entre deux clubs de Lorraine au niveau national. Il n'existe pas de grosse rivalité à proprement parler entre les deux clubs ni entre les supporters de ces derniers ; il n'existe d'ailleurs aucun incident pendant les rencontres des deux clubs. Néanmoins, il s'agit du derby le plus « prestigieux » de la région Lorraine, derrière le derby lorrain entre le FC Metz et l'AS Nancy-Lorraine compte tenu de l'histoire et du palmarès des deux clubs qui se situent derrière ces derniers. Thionville et Épinal sont aussi les deux plus grosses villes de la région, derrière Metz et Nancy.
Au total, il y a eu 21 rencontres entre l'US Thionville Lusitanos et le SAS Épinal. Le bilan est extrêmement équilibré avec un total de 7 victoires pour l'US Thionville Lusitanos, 7 matchs nuls et enfin 7 victoires pour le SAS Épinal.
Après plus de 11 ans sans derby, les deux clubs se retrouvent dans le championnat de National 2 pour la saison 2024-2025.
| Saison    | Championnat        | Rencontre         | Rés. | Date               | Buteur(s) pour Thionville | Buteur(s) pour Épinal | Spectateurs |
| --------- | ------------------ | ----------------- | ---- | ------------------ | ------------------------- | --------------------- | ----------- |
| 1980-1981 | Coupe de France    | Thionville-Épinal | 4-2  | 20 décembre 1980   |                           |                       |             |
| 1981-1982 | Division 4         | Thionville-Épinal | 0-1  | 3 octobre 1981     | -                         |                       |             |
| 1981-1982 | Division 4         | Épinal-Thionville | 0-0  | 20 février 1982    | -                         | -                     |             |
| 1982-1983 | Division 4         | Thionville-Épinal | 3-1  | 30 octobre 1982    |                           |                       |             |
| 1982-1983 | Division 4         | Épinal-Thionville | 3-4  | 20 mars 1983       |                           |                       |             |
| 1983-1984 | Division 4         | Épinal-Thionville | 2-2  | 20 novembre 1983   |                           |                       |             |
| 1983-1984 | Division 4         | Thionville-Épinal | 6-1  | 8 avril 1984       |                           |                       |             |
| 1984-1985 | Division 3         | Épinal-Thionville | 1-2  | 16 septembre 1984  |                           |                       |             |
| 1984-1985 | Division 3         | Thionville-Épinal | 1-1  | 3 février 1985     |                           |                       |             |
| 1985-1986 | Division 3         | Épinal-Thionville | 2-4  | 3 novembre 1985    |                           |                       |             |
| 1985-1986 | Division 3         | Thionville-Épinal | 0-2  | 5 avril 1986       | -                         |                       |             |
| 1986-1987 | Division 3         | Épinal-Thionville | 5-0  | 5 octobre 1986     | -                         |                       |             |
| 1986-1987 | Division 3         | Thionville-Épinal | 2-1  | 12 avril 1987      |                           |                       |             |
| 2000-2001 | Division d'Honneur | Épinal-Thionville | 1-1  | 10 décembre 2000   |                           |                       |             |
| 2000-2001 | Division d'Honneur | Thionville-Épinal | 0-0  | 13 mai 2001        | -                         | -                     |             |
| 2001-2002 | Division d'Honneur | Thionville-Épinal | 0-2  | 21 octobre 2001    | -                         |                       |             |
| 2001-2002 | Division d'Honneur | Épinal-Thionville | 5-0  | 17 mars 2002       | -                         |                       |             |
| 2002-2003 | Division d'Honneur | Thionville-Épinal | 1-1  | 1er septembre 2002 |                           |                       |             |
| 2002-2003 | Division d'Honneur | Épinal-Thionville | 3-1  | 1er juin 2003      |                           |                       |             |
| 2024-2025 | National 2         | Épinal-Thionville | 2-2  | 31 janvier 2025    | Moustaid 30e, Luvualu 75e | Colin 56e, Aloé 90+4e | 200         |
| 2024-2025 | National 2         | Thionville-Épinal | 0-1  | 3 mai 2025         | -                         | Kalai                 |             |

## Liste des derbys
Les tableaux ci-dessous retrace les principaux derbys dans la région de la Lorraine par des clubs du même département ou entre des clubs de départements différents.

### En Moselle
| Principaux derbys en Moselle | Principaux derbys en Moselle | Principaux derbys en Moselle | Principaux derbys en Moselle |
| ---------------------------- | ---------------------------- | ---------------------------- | ---------------------------- |
| FC Metz                      | –                            | US Forbach                   | Derby mosellan               |
| CSO Amnéville                | –                            | US Thionville Lusitanos      | Derby mosellan               |
| FC Yutz                      | –                            | US Thionville Lusitanos      | Derby mosellan               |
| US Forbach                   | –                            | Sarreguemines FC             | Derby mosellan               |
| US Forbach                   | –                            | SO Merlebach                 | Derby mosellan               |
| Sarreguemines FC             | –                            | SO Merlebach                 | Derby mosellan               |
| CSO Amnéville                | –                            | FC Hagondange                | Derby mosellan               |

### En Meurthe-et-Moselle
Le FC Nancy et l'USB Longwy se sont affrontés à 4 reprises en deuxième division, lors de la saison 1937-1938 (forfait de Longwy le 26 septembre 1937, et victoire 10-0 du FC Nancy le 21 novembre 1937) et la saison 1938-1939 (victoire 4-1 du FC Nancy le 11 novembre 1938, et match nul 1-1 le 4 mai 1939).
L'AS Nancy-Lorraine n'a rencontré qu'à trois reprises des clubs meurthe-et-mosellans en Coupe de France :
- Lunéville le 15 décembre 1974 lors du 6e tour de la Coupe de France 1974-1975 (victoire de Nancy 8-1)[63] ;
- Varangéville le 19 décembre 1987 lors du 7e tour de la Coupe de France 1987-1988 (victoire de Nancy 6-0)[64] ;
- FC Dieulouard Marbache-Belleville (Régional 3) le 26 octobre 2024, lors du 6e tour de la Coupe de France 2024-2025 (victoire de Nancy 12-0)[65].

L'AS Nancy-Lorraine n'a jamais rencontré de clubs meurthe-et-mosellans dans les championnats de première et deuxième divisions, le CS Blénod ayant accédé une fois en Division 2 lors du championnat 1982-1983, tandis que l'ASNL évoluait cette saison-là en Division 1.
| Principaux derbys en Meurthe-et-Moselle | Principaux derbys en Meurthe-et-Moselle | Principaux derbys en Meurthe-et-Moselle | Principaux derbys en Meurthe-et-Moselle |
| --------------------------------------- | --------------------------------------- | --------------------------------------- | --------------------------------------- |
| AS Nancy-Lorraine                       | –                                       | CS Blénod                               | Derby meurthe-et-mosellan               |
| AS Nancy-Lorraine                       | –                                       | Jarville JF                             | Derby meurthe-et-mosellan               |
| CS Blénod                               | –                                       | Jarville JF                             | Derby meurthe-et-mosellan               |

### En Meuse
| Principaux derbys en Meuse | Principaux derbys en Meuse | Principaux derbys en Meuse | Principaux derbys en Meuse |
| -------------------------- | -------------------------- | -------------------------- | -------------------------- |
| Bar-le-Duc FC              | –                          | FC Verdun Belleville       | Derby meusien              |

### Dans les Vosges
| Principaux derbys dans les Vosges | Principaux derbys dans les Vosges | Principaux derbys dans les Vosges | Principaux derbys dans les Vosges |
| --------------------------------- | --------------------------------- | --------------------------------- | --------------------------------- |
| SAS Épinal                        | –                                 | SR Saint-Dié                      | Derby vosgien                     |
| SAS Épinal                        | –                                 | US Raon                           | Derby vosgien                     |
| SAS Épinal                        | –                                 | ES Thaon                          | Derby vosgien                     |
| ES Thaon                          | –                                 | US Raon                           | Derby vosgien                     |

### Derbys entre différents départements
| Principaux derbys entre différents départements | Principaux derbys entre différents départements | Principaux derbys entre différents départements | Principaux derbys entre différents départements | Principaux derbys entre différents départements |
| ----------------------------------------------- | ----------------------------------------------- | ----------------------------------------------- | ----------------------------------------------- | ----------------------------------------------- |
| FC Metz                                         | –                                               | AS Nancy-Lorraine                               | Derby lorrain                                   |                                                 |
| SAS Épinal                                      | –                                               | AS Nancy-Lorraine                               | Derby lorrain                                   |                                                 |
| SAS Épinal                                      | –                                               | FC Metz                                         | Derby lorrain                                   |                                                 |
| US Thionville Lusitanos                         | –                                               | USB Longwy                                      | Derby lorrain                                   |                                                 |
| US Thionville Lusitanos                         | –                                               | SAS Épinal                                      | Derby lorrain                                   |                                                 |

## Statistiques des clubs

### Palmarès des clubs lorrains
Au cours de son histoire, de nombreux clubs lorrains ont remporté des trophées sur le plan national ou régional. Les clubs les plus titré sur le plan national sont le FC Metz (quatre Ligue 2, deux Coupe de France et deux Coupe de la Ligue), l'AS Nancy-Lorraine (cinq Ligue 2, une Coupe de France, une Coupe de la Ligue et une National 1), ainsi que le SAS Épinal (deux National 2, deux National 3, une Division 3 et un championnat de France amateurs).
Sur le plan régional, l'US Thionville Lusitanos est largement au-dessus du lot avec quinze titres, suivi du CSO Amnéville et de l'US Forbach avec douze titres.
| Club                    | Trophées nationaux | Trophées régionaux | Date du dernier trophée | Total |
| ----------------------- | ------------------ | ------------------ | ----------------------- | ----- |
| FC Metz                 | 8                  | 9                  | 2019                    | 17    |
| US Thionville Lusitanos | 2                  | 15                 | 2024                    | 17    |
| US Forbach              | —                  | 12                 | 2025                    | 12    |
| SAS Épinal              | 6                  | 6                  | 2023                    | 12    |
| CSO Amnéville           | —                  | 12                 | 2017                    | 12    |
| AS Nancy-Lorraine       | 8                  | —                  | 2025                    | 8     |
| SR Saint-Dié Kellermann | 1                  | 7                  | 2025                    | 8     |
| CS Stiring-Wendel       | —                  | 8                  | 1976                    | 8     |
| SO Merlebach            | 1                  | 7                  | 1999                    | 8     |
| AS Giraumont-Doncourt   | 2                  | 5                  | 1965                    | 7     |

### Nombre de saisons dans les trois premières divisions
Depuis la création de la Division 1 en 1932, seuls trois clubs lorrains ont disputer au moins une saison ; le FC Metz (soixante-quatre saisons), l'AS Nancy-Lorraine (trente saisons) et le FC Nancy (seize saisons).
En Division 2, onze clubs ont disputer au moins une saison ; l'AS Nancy-Lorraine (vingt-six saisons), le FC Metz (vingt-deux saisons), le SAS Épinal (dix saisons), l'US Forbach (neuf saisons), le FC Nancy (huit saisons), le SR Saint-Dié (sept saisons), l'US Thionville Lusitanos et l'USB Longwy (deux saisons) et enfin le SO Merlebach, le CS Blénod et le CS Vittel (une saison).
En Division 3, on comptabilise dix-huit clubs avec au minimum une saison ; le SAS Épinal (vingt-six saisons), le SO Merlebach (vingt-deux saisons), l'AS Talange (onze saisons), le SR Saint-Dié (dix saisons), le CS Blénod (neuf saisons), l'US Thionville Lusitanos, l'US Forbach et l'US Raon (sept saisons), le CS Vittel (six saisons), le CSO Amnéville et le Sarreguemines FC (quatre saisons), l'AS Nancy-Lorraine avec l'USB Longwy (trois saisons), le FC Yutz avec le CS Stiring-Wendel (deux saisons) et le FC Metz et FC Nancy avec le RS Saint-Avold (une seule saison).
| Club                    | Saison(s) en D1 | Saison(s) en D2 | Saison(s) en D3 | Total |
| ----------------------- | --------------- | --------------- | --------------- | ----- |
| FC Metz                 | 65              | 22              | 1               | 88    |
| AS Nancy-Lorraine       | 30              | 26              | 3               | 59    |
| SAS Épinal              | —               | 10              | 26              | 36    |
| FC Nancy                | 16              | 8               | 1               | 25    |
| SO Merlebach            | —               | 1               | 22              | 23    |
| US Forbach              | —               | 9               | 7               | 17    |
| SR Saint-Dié            | —               | 7               | 10              | 17    |
| AS Talange              | —               | —               | 11              | 11    |
| CS Blénod               | —               | 1               | 9               | 10    |
| US Thionville Lusitanos | —               | 2               | 7               | 9     |
| CS Vittel               | —               | 1               | 6               | 7     |
| US Raon                 | —               | —               | 7               | 7     |
| USB Longwy              | —               | 2               | 3               | 5     |
| CSO Amnéville           | —               | —               | 4               | 4     |
| Sarreguemines FC        | —               | —               | 4               | 4     |
| CS Stiring-Wendel       | —               | —               | 3               | 3     |
| FC Yutz                 | —               | —               | 2               | 2     |
| RS Saint-Avold          | —               | —               | 1               | 1     |

 (Mis à jour lors du début de saison 2025-2026) 

## Stades et installations sportives
En matière de capacité, le Stade Saint-Symphorien du FC Metz domine largement les autres enceintes footballistiques de Lorraine, avec une capacité totale de 28 786 places après les travaux de rénovation de la tribune Sud et du virage situé entre les tribunes Sud et Ouest.
Derrière celui de Metz, le Stade Marcel-Picot de l’AS Nancy-Lorraine, avec ses 20 087 places, se classe comme le deuxième plus grand stade de la région.
| Rang | Stade                  | Club(s)                 | Capacité |
| ---- | ---------------------- | ----------------------- | -------- |
| 1    | Stade Saint-Symphorien | FC Metz                 | 28 786   |
| 2    | Stade Marcel-Picot     | AS Nancy-Lorraine       | 20 087   |
| 3    | Stade de la Colombière | SAS Épinal              | 7 200    |
| 4    | Stade du Schlossberg   | US Forbach              | 5 400    |
| 5    | Stade de Guentrange    | US Thionville Lusitanos | 3 025    |

## Rivalités dans le football féminin

### Le derby lorrain entre le FC Metz et l'AS Nancy-Lorraine
La section féminine de l'AS Nancy-Lorraine est fondé en 1970 tandis que celle du FC Metz est fondé en 1974. Le premier derby a eu lieu le 17 octobre 1976 en Division 1 (ancien format).
À la suite de la disparition des féminines du FC Metz avant les années 2000, il faudra attendre la saison 2015-2016 en Division 2 pour voir un nouveau derby entre les deux clubs.
Comme chez les hommes, le derby lorrain est le match le plus attendu de la saison par les supporters et les joueuses pour la suprématie de la Lorraine.
Le bilan est de quatorze victoires pour le FC Metz, quatre matchs nul et trois victoires pour l'AS Nancy-Lorraine.
| Saison    | Championnat        | Rencontre  | Rés. | Date             | Buteuse(s) pour Nancy | Buteuse(s) pour Metz                                       | Spectateurs |
| --------- | ------------------ | ---------- | ---- | ---------------- | --------------------- | ---------------------------------------------------------- | ----------- |
| 1976-1977 | Division 1         | Metz-Nancy | 7-0  | 17 octobre 1976  | ?                     | -                                                          | ?           |
| 1979-1980 | Division 1         | Metz-Nancy | 2-1  | 2 décembre 1979  | ?                     | ?                                                          | ?           |
| 1979-1980 | Division 1         | Nancy-Metz | 2-1  | 27 avril 1980    | ?                     | ?                                                          | ?           |
| 1980-1981 | Division 1         | Nancy-Metz | 0-0  | 26 octobre 1980  | -                     | -                                                          | ?           |
| 1980-1981 | Division 1         | Metz-Nancy | 1-0  | 8 mars 1980      | ?                     | -                                                          | ?           |
| 1981-1982 | Division 1         | Nancy-Metz | 1-1  | 6 décembre 1981  | ?                     | ?                                                          | ?           |
| 1981-1982 | Division 1         | Metz-Nancy | 1-0  | 4 avril 1982     | ?                     | -                                                          | ?           |
| 1982-1983 | Division 1         | Metz-Nancy | 1-0  | 24 octobre 1982  | ?                     | -                                                          | ?           |
| 1982-1983 | Division 1         | Nancy-Metz | 1-3  | 9 janvier 1983   | ?                     | ?                                                          | ?           |
| 1982-1983 | Division 1         | Nancy-Metz | 1-2  | 27 mars 1983     | ?                     | ?                                                          | ?           |
| 1982-1983 | Division 1         | Metz-Nancy | 0-1  | 3 avril 1983     | -                     | ?                                                          | ?           |
| 1983-1984 | Division 1         | Nancy-Metz | 1-3  | 23 octobre 1983  | ?                     | ?                                                          | ?           |
| 1983-1984 | Division 1         | Metz-Nancy | 3-1  | 18 décembre 1983 | ?                     | ?                                                          | ?           |
| 1984-1985 | Division 1         | Nancy-Metz | 2-2  | 7 octobre 1984   | ?                     | ?                                                          | ?           |
| 1983-1984 | Division 1         | Metz-Nancy | 4-1  | 9 décembre 1984  | ?                     | ?                                                          | ?           |
| 1987-1988 | Division 1         | Nancy-Metz | 2-0  | 29 novembre 1987 | ?                     | -                                                          | ?           |
| 1987-1988 | Division 1         | Metz-Nancy | 4-0  | 17 avril 1988    | ?                     | -                                                          | ?           |
| 2015-2016 | Division 2         | Nancy-Metz | 1-3  | 18 octobre 2015  | Sabrina Loukombo 83e  | Julie Wojdyla 26e, Elodie Martins 51e, Juliane Gathrat 74e | 200         |
| 2015-2016 | Division 2         | Metz-Nancy | 0-0  | 20 mars 2016     | -                     | -                                                          | 2060        |
| 2017-2018 | Coupe de Lorraine  | Metz-Nancy | 1-0  | 9 juin 2018      | ?                     | -                                                          | ?           |
| 2018-2019 | Coupe du Grand Est | Nancy-Metz | 0-3  | 1er juin 2019    | -                     | Christy Gavory 13e, Léa Khelifi 52e 67e                    | ?           |